# Maddalena Morgante
Maddalena Morgante (Verona, 14 giugno 1981) è una politica italiana.

## Biografia
È nipote di Valentino Perdonà, deputato alla Camera per la Democrazia Cristiana.
Alle elezioni regionali in Veneto del 2020 si candida con Fratelli d'Italia, a sostegno del presidente uscente Luca Zaia, ottenendo circa 3.000 voti di preferenza ma risultando non eletta.
È candidata come consigliera alle elezioni comunali di Verona previste per giugno 2022. Con 393 preferenze, è la prima dei non eletti. Subentra in consiglio nel maggio 2023 in sostituzione di Marco Padovani, ma si dimette poco dopo, nel luglio dello stesso anno.
Alle elezioni politiche di settembre 2022 si candida alle elezioni per la Camera dei deputati nel collegio plurinominale Veneto 2 - 03, risultando eletta.
Da agosto 2023 è la responsabile nazionale del dipartimento Famiglia e valori non negoziabili di Fratelli d'Italia, dopo aver ricoperto lo stesso ruolo a livello regionale dal gennaio 2021.
Nel maggio del 2024, in occasione delle elezioni europee, viene candidata nella lista di Fratelli d'Italia per la circoscrizione nord-orientale. Ottiene 8703 voti, non venendo eletta.